# Poison (Band)
Poison ist eine US-amerikanische Glam-Metal-Band aus Harrisburg, Pennsylvania. Die Band zog früh nach Los Angeles und feierte ihre größten Erfolge Ende der 1980er Jahre. Mit über 15 Millionen verkauften Alben alleine in den USA zählten Poison zu den erfolgreichsten Rockbands ihrer Zeit. Der Begriff „Hair Metal“ wurde oftmals auf die Band angewendet und teilweise durch sie definiert. In der Metal-Szene wurde sie vielfach vehement abgelehnt, die Kritik an ihrer Musik mischte sich teils mit homophoben Äußerungen.

## Geschichte

### 1983–1986: Bandgründung und erste Jahre
Poison wurden 1983 in Harrisburg, Pennsylvania unter dem Namen Paris gegründet. Nach einigen Besetzungswechseln zu Beginn bestand die Band aus Sänger Bret Michaels (bürgerlicher Name Bret Michael Sychak), Schlagzeuger Rikki Rockett (bürgerlicher Name Richard Ream), Bassist Bobby Dall (bürgerlicher Name Kuy Kendall) und dem Gitarristen Matt Smith. Ein erstes Demo enthält die Tracks Rocks Like a Rocker, Razor’s Edge und Steal Away.
Im März 1984 wurde der Musikproduzent Kim Fowley, der unter anderem schon The Runaways beim Beginn ihrer Karriere geholfen hatte, auf die Band aufmerksam und überredete sie, nach Los Angeles umzusiedeln, um dort ihr Debütalbum aufzunehmen. Aufgrund von Unstimmigkeiten zwischen Fowley und der Band kam dieses Vorhaben aber nicht zustande. Eine Umbenennung musste allerdings erfolgen, da Bob Welch seine Rechte am Namen Paris geltend machte, die er durch seine eigene Band innehatte.
Wegen Fowleys Tipps benannte sich die Band daraufhin in Poison um und kreierte ein auffälliges Image. Sie verfremdeten ihr Aussehen weiblich und nutzten Eyeliner, Puder, Lippenstift und jede Menge Haarspray, um ein Glam-Metal-Image aufzubauen. Das Label Atlantic Records zeigte Interesse an einer Zusammenarbeit und finanzierte der Band ein Demo. Es enthält die Songs #1 Bad Boy, Want Some, Need Some und Blame It on You. Anschließend war das Label nicht an einer Albumproduktion interessiert.
Mit der neuen Managerin Vicky Hamilton (der späteren Managerin von Guns N’ Roses) begann die Band erneut die Suche nach einem Plattenvertrag. Als die Freundin von Gitarrist Matt Smith ihr erstes Kind erwartete, stieg dieser aus der Gruppe aus und zog nach Harrisburg zurück. Bei Auditions für den Posten des Gitarristen, bei denen Smith noch anwesend war, spielte auch Slash vor, der später mit Guns N’ Roses Weltruhm erlangte. Zwischen den beiden Gruppen entwickelte sich deshalb zu Beginn ihrer Karrieren eine Feindschaft, die sie bei gemeinsamen Auftritten und über die Medien fortführten. Am Tag darauf entschied sich die Band für den ehemaligen Screaming Mimis-Gitarristen C. C. DeVille als neues Mitglied. DeVille spielte ein Stück vor, das für Poisons Karriere richtungsweisend war: Talk Dirty to Me.

### 1986–1991: Auf der Erfolgswelle

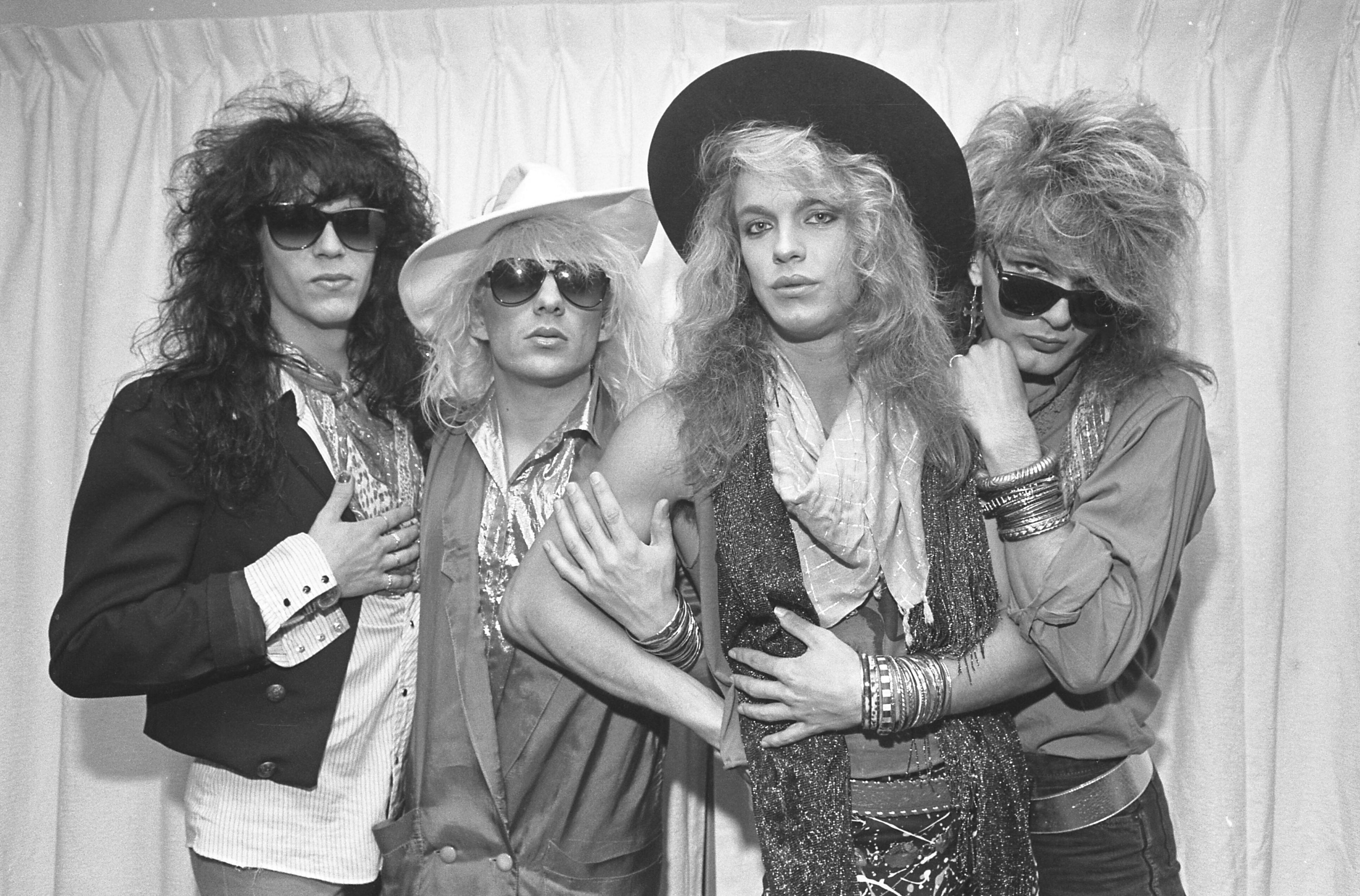
Poison 1986 von links nach rechts: Bobby Dall, C. C. DeVille, Bret Michaels und Rikki Rockett.

Nach DeVilles Einstieg und mithilfe seiner Fähigkeiten als Songwriter nahm die Band mit einem vergleichsweise mageren Budget von $23.000 ihr Debütalbum Look What the Cat Dragged In in 12 Tagen auf und veröffentlichte es im Jahr 1986 bei Enigma Records. Ausgiebige Tourneen sowie das Video zur Single Talk Dirty to Me erhöhten die Präsenz der Band in den Medien und ließen das Album bis auf Platz drei der Billboard 200 steigen. Poison erhielten weitgehend negative Pressekritik und Spott von Musikerkollegen. Simple, radiotaugliche Songstrukturen und ihr femininer Kleidungsstil trugen dazu bei, auch ihre musikalischen Fertigkeiten zu verunglimpfen. Verkaufszahlen und eine stetig wachsende Fangemeinde belegen jedoch auch eine weit verbreitete Anziehungskraft der Band.
Kiss-Sänger Paul Stanley hatte einen Gastauftritt in Dallas, Texas und für den Soundtrack zum Film Less Than Zero (deutsch: Unter Null) nahmen Poison seinen Klassiker Rock and Roll All Nite auf. Es hieß, dass die nächste Platte ursprünglich von Stanley produziert werden sollte, doch dass es wegen Terminkonflikten niemals dazu kam.
Stattdessen übernahm das Tom Werman, der bis kurz zuvor mit Mötley Crüe gearbeitet hatte. Er produzierte mit Open Up and Say… Ahh! den größten Erfolg seiner Laufbahn. Das Album schaffte 1989 den Sprung auf Platz 2 der Billboard 200. Die Singleauskopplung Every Rose Has Its Thorn war ein Welterfolg. Sie erreichte sowohl in den Billboard Hot 100 als auch in den US-Airplay-Charts Platz eins. Ihre erste Headlinertournee führte sie auch durch Kanada und Ozeanien, wo sie sich etablieren konnten.
Rechtliche Auseinandersetzungen verfolgten sie beharrlich. Michaels häufige Schlägereien aus den Anfangsjahren brachten ihm Klagen in Tallahassee, Atlanta und Los Angeles ein. Bryn Bridenthal, Leiterin der Öffentlichkeitsarbeit bei Geffen Records, reichte eine Klage in Höhe von 1,1 Millionen US-Dollar ein, nachdem Bandmitglieder sie auf einer Feier mit Getränken und einem Sektkübel voller Eiswürfel durchnässt hatten. Sanctuary Music, die ehemalige Verwaltungsgesellschaft von Poison erhob eine Vertragsverletzungsklage in Höhe von 45,5 Millionen US-Dollar. Poison revanchierten sich mit Gegenklagen wegen Misswirtschaft von Geldern.
Seit ihrem dritten Studioalbum Flesh & Blood das 1990 erschien nutzte die Band deutlich weniger Glitzer, ohne dass sie dabei auf die typischen auffallenden Accessoires aus der Glam Metal-Szene verzichteten. Flesh & Blood ist stärker durch Mainstream Metal geprägt als seine beiden Vorgängeralben. Es erreichte erneut Platz 2 der US-Charts. Eine fast zweijährige Tourneephase folgte.

### 1991–1999: Wechselnde Gitarristen und schwindender Erfolg
Weil es während der Tour mehrfach Meinungsverschiedenheiten gegeben hatte, die schlussendlich zum Ausstieg von Warrant aus dem Vorprogramm führten, wurden Gerüchte über eine bevorstehende Trennung laut. Aufgrund eines doppelten Fingerbruchs von Bassist Dall und einer Bronchitis-Erkrankung von Michaels wurde die Tournee schließlich abgebrochen.
Beim Auftritt der Band bei den MTV Video Music Awards im Herbst 1991 spielte DeVille unter dem Einfluss von Kokain und Alkohol ein anderes Stück als der Rest der Musiker, woraufhin es backstage zu Handgreiflichkeiten zwischen Michaels und ihm kam. Einige Monate später wurde bekannt, dass sich Poison von DeVille getrennt haben. Im November 1991 erschien das Live-Album Swallow This Live, das zugleich auch das vorerst letzte mit C. C. DeVille war.
Poison verpflichteten den Gitarren-Virtuosen Richie Kotzen als Ersatz und begannen mit den Aufnahmen zum nächsten Album, das den Arbeitstitel Resurrection trug, schließlich aber als Native Tongue erschien. Als Studiogäste sind darauf die Bläsersektion von Tower of Power, Sheila E. und Timothy B. Schmit zu hören. Den kommerziellen Erfolg der Vorgängeralben konnte Native Tongue nicht wiederholen. Das Album erreichte Platz 16 der Billboard 200 und blieb dort dreizehn Wochen lang notiert. Ende 1993 musste Kotzen die Band wieder verlassen, nachdem er gestanden hatte, mit der langjährigen Exfreundin von Rikki Rockett liiert zu sein. Nach Abschluss einer Südamerikatournee mit Blues Saraceno gaben Poison ihn als offiziellen Nachfolger bekannt.
Während sich die Medien schon seit Nirvanas Hitalbum Nevermind sehr viel mehr dem Grunge zuwandten, wurde Michaels Anfang 1994 wieder Gegenstand von Artikeln der Boulevardpresse durch die bekannt gewordene Beziehung zwischen ihm und Baywatch-Star Pamela Anderson. Er wird hier gelegentlich in publizierten Büchern und Zeitschriften als „Brett Michaels“ erwähnt. Anderson gilt als Sexsymbol der 1990er Jahre. Eine auf Video festgehaltene Szene beim Liebesakt der beiden wurde zum Verkauf angeboten. Deswegen blieb die Liaison in der Medienlandschaft auch noch gegenwärtig, als Anderson bereits mit einem anderen Partner verheiratet und Mutter zweier Söhne war.
Am 24. Mai 1994 verletzte sich Michaels schwer bei einem Autounfall. Er zog sich mehrere Brüche zu, wodurch sich die Produktion am geplanten Album Crack a Smile verzögerte. Erst fast ein Jahr darauf konnte die Band ihre Studioarbeit fortsetzen. Obwohl Crack a Smile bereits fertiggestellt war, entschied sich die Plattenfirma Capitol Records anders. Sie hielt Crack a Smile zurück, presste auch die ersten fünf Alben nicht mehr nach und veröffentlichte stattdessen die Best-of-Kompilation Greatest Hits 1986-1996. Diese enthält mit Lay Your Body Down und Sexual Thing auch zwei Stücke des geplanten Studioalbums. In den beiden darauffolgenden Jahren gingen die Mitglieder ihren eigenen Karrieren nach.

### 1999–2009: Neue Studioalben, Live-Erfolg und Reality-TV

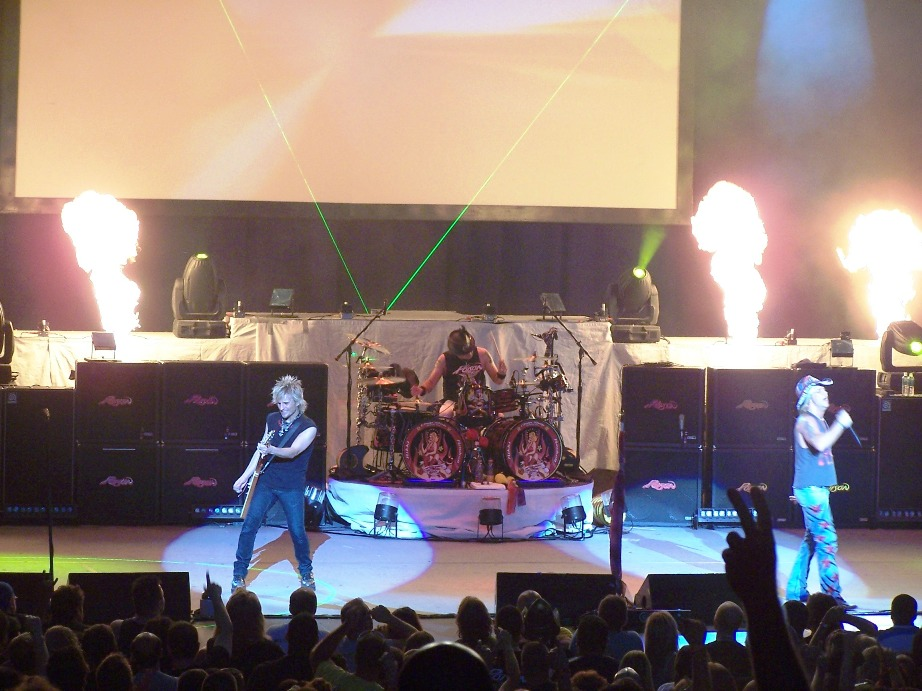
PNC Bank Arts Center, Holmdel, New Jersey (2006)

Ende 1998 entstand neuer Kontakt zwischen C. C. DeVille und der Band und trotz Differenzen wurde er überraschend wieder als fester Gitarrist im Rahmen der Greatest Hits Reunion Tour 1999 engagiert. Das zugehörige Album war ihr einziges noch im Handel erhältliches und hatte sich bis dahin über eine Million Mal verkauft. Die Jahre nach der Wiedervereinigung mit DeVille zeichnen sich vor allem durch exzessive Tourneen aus. Es wurden 655 Konzerte in öffentlichen Hallen und Stadien abgehalten bis Ende 2009, im Schnitt 60 pro Jahr. Poison verfügten zu dieser Zeit nach wie vor über eine loyale Fanbasis und die Tourneen wurden gut besucht. Mit den veröffentlichten Tonträgern verhielt es sich anders.
Das lange zurückgehaltene Album Crack a Smile, erweitert um einige Songs und deshalb umbenannt zu Crack a Smile … And More! wurde im Jahr 2000 veröffentlicht. Kurz darauf erschien mit Power to the People über das bandeigene Label Cyanide Music ein Livealbum aus der 1999er-Tour mit fünf neuen Studioaufnahmen angereichert. Im gleichen Jahr veröffentlichte Michaels ein Poison-Tributealbum Namens Show Me Your Hits. Alle drei Alben waren kommerzielle Misserfolge. Sei es durch die lange Wartezeit, Trendwechsel oder den fehlenden Rückhalt einer Plattenfirma. Auch die Aufnahmequalität von Power to the People und Show Me Your Hits wurden bemängelt. Im Jahr 2001 erschien das Stück Rockstar als kostenloser Download auf der Website der Band. Das nächste Studioalbum mit dem Titel Hollyweird erschien 2002 nur auf dem amerikanischen Markt und konnte sich dort nicht durchsetzen.
Poison stand 2003 wieder bei ihrer ehemaligen Plattenfirma Capitol Records unter Vertrag, und die Balladen-Kompilation Best of Ballads and Blues erschien ohne großes Aufsehen. Dagegen erreichte The Best of Poison: 20 Years of Rock 2006 wieder einen Eintrag in die Top 20 der Billboard 200. Die ersten drei Alben wurden 2006 als Anniversary Edition wiederveröffentlicht. Im Juni 2007 erschien das Studioalbum Poison’d!, das ausschließlich aus Coverversionen besteht. Auch dieses war mit Platz 32 erfolgreicher als das sonstige neue Studiomaterial seit Native Tongue.
C. C. DeVille war 2006 und 2007 Kandidat in der Reality-Dokusoap The Surreal Life. Von Juli 2007 bis April 2009 suchte Frontmann Bret Michaels in drei Staffeln der Datingshow Rock of Love des Musiksenders VH1 seine Traumfrau, die er aus jeweils 20 Bewerberinnen auswählen musste. Die Serie lehnt sich an das amerikanische Format von The Bachelor an und erschien in Europa auf MTV. Eine Kompilation Namens Rock my World wurde 2008 über VH1 Classic Records vertrieben, und Michaels gelang damit auch als Solokünstler der Einstieg in die US-Albumcharts.

### Seit 2010: Soloerfolg, Tourneen und Inaktivität

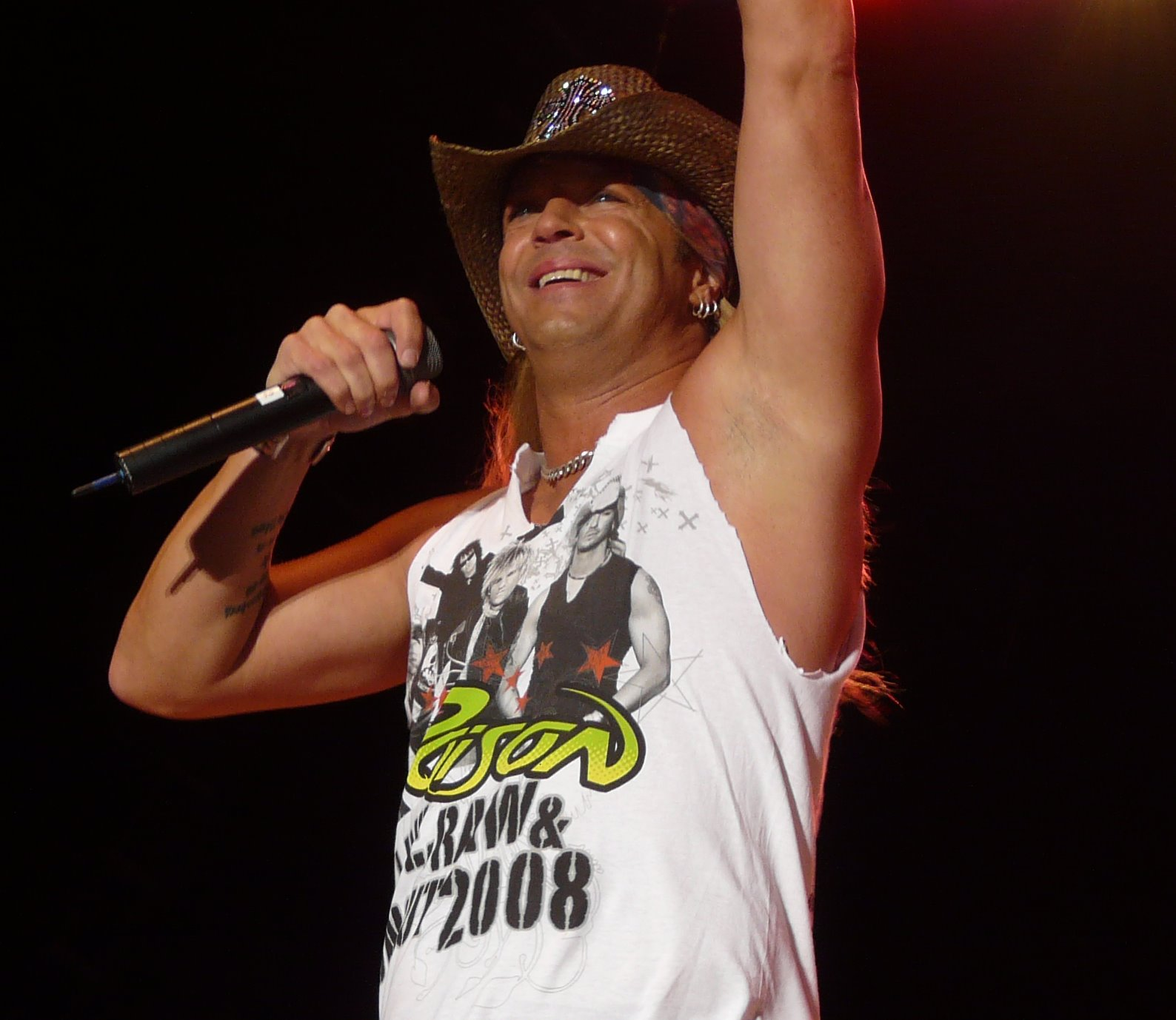
Bret Michaels mit Poison beim Moondance Jam, 2008

Im Frühjahr 2010 wurde Michaels zweimal innerhalb von zwei Wochen per Notoperation das Leben gerettet, nachdem er zunächst eine Appendektomie hatte durchführen lassen müssen und anschließend eine Hirnblutung erlitten hatte. Michaels Soloveröffentlichung Custom Built erreichte Platz 14. Gegen Jahresende erschien bei VH1 mit Life as I Know it der Nachfolger zu Rock of Love.
Im Jahr 2011 wurde die Band verklagt, weil zwei ihrer Songs eigentlich der längst nicht mehr existierenden Band Kid Rocker gehören würden, für die DeVille sie ursprünglich geschrieben hatte. Ein kalifornisches Gericht wies die Klage im April 2013 zurück mit der Begründung, dass dem Kläger die Ähnlichkeiten bereits viel früher als 2011 hätten auffallen müssen. Diesbezügliche Ansprüche könnten rückwirkend nur für drei Jahre geltend gemacht werden.
Nach der Rock of Ages Tour 2012 bis 2017 ging die Band getrennte Wege. Gemeinsame Projekte kamen nicht über ihre Ankündigungen hinaus. Michaels spielte bei Auftritten seiner eigenen Band fast nur Poisons Singleveröffentlichungen. Im Juni 2014 wurde Rockett Mitbegründer der Band Devils City Angels. DeVille, Dall und Rockett traten gemeinsam ohne Michaels im Sommer 2015 als Liveband unter dem Namen The Special Guests auf. Brandon Gibb begleitete sie als Sänger. Ende 2015 wurde bei Schlagzeuger Rockett Mundhöhlenkrebs nachgewiesen, wegen der nötigen Behandlung mussten gemeinsame Vorhaben weiterhin ruhen.
Eine US-Tournee als Begleitung von Def Leppard und Mötley Crüe 2020 wurde angekündigt, musste aber wegen der Covid-19-Pandemie bis auf 2022 verschoben werden.

## Stil
Die Musik von Poison ist gemeinhin als Glam Metal zu bezeichnen, doch deren Alben sind in weiteren Genres einzuordnen, so gilt das Album Native Tongue als Bluesrock, auf dem Album Flesh & Blood sind starke Einflüsse aus dem Heavy Metal zu erkennen, und deren größter Hit Every Rose Has Its Thorn kann generell als Country-Rock betrachtet werden.
Als Einflüsse auf die Musik von Poison gelten unter anderem Kiss, Aerosmith und der Glam Rock der 70er Jahre.

## Erfolge
Die Band war und ist vor allem in Nordamerika erfolgreich. Ihr Debütalbum Look What the Cat Dragged In erreichte in den USA Platz drei der Charts, blieb über zwei Jahre in den Billboard 200 und verkaufte sich über drei Millionen Mal. Der Nachfolger Open Up and Say… Ahh! wurde noch erfolgreicher als sein Vorgänger und verkaufte sich alleine in den USA über fünf Millionen Mal. Die Ballade Every Rose Has Its Thorn stieg 1988 bis auf Platz eins der US-Charts. Das dritte Album Flesh & Blood verkauft sich in den USA über vier Millionen Mal. Zwölf Singles der Band erreichten die Billboard Hot 100, davon fünf die Top Ten. Native Tongue und vor allem die darauffolgenden Studioaufnahmen reichten bei weitem nicht mehr an diese Umsätze heran, doch mit Tourneen und Kompilationen bleibt die Band weiterhin erfolgreich.
Das Album Open Up and Say … Ahh! erreichte in Australien Platz sieben und in Neuseeland Platz eins. Dabei blieb es in beiden Ländern über ein Jahr in der Hitliste.
In Europa hatte die Band im Vereinigten Königreich ihren größten Erfolg, es erreichten elf Singles die britischen Charts und das Album Flesh & Blood stieg 1990 bis auf Platz drei. Im Deutschsprachigen Raum, Beneluxstaaten und in Skandinavischen Ländern waren Poison in den Top 40 vertreten, erlangten seinerzeit in Europa aber nicht den Ruhm von Guns N’ Roses oder Metallica. Auch ihre Tour-Aktivitäten beschränken sich zum Großteil auf die Vereinigten Staaten.

## Diskografie

### Studioalben
| Jahr | Titel                        | Höchstplatzierung, Gesamtwochen, AuszeichnungChartplatzierungen (Jahr, Titel, Platzierungen, Wochen, Auszeichnungen, Anmerkungen) | Höchstplatzierung, Gesamtwochen, AuszeichnungChartplatzierungen (Jahr, Titel, Platzierungen, Wochen, Auszeichnungen, Anmerkungen) | Höchstplatzierung, Gesamtwochen, AuszeichnungChartplatzierungen (Jahr, Titel, Platzierungen, Wochen, Auszeichnungen, Anmerkungen) | Höchstplatzierung, Gesamtwochen, AuszeichnungChartplatzierungen (Jahr, Titel, Platzierungen, Wochen, Auszeichnungen, Anmerkungen) | Höchstplatzierung, Gesamtwochen, AuszeichnungChartplatzierungen (Jahr, Titel, Platzierungen, Wochen, Auszeichnungen, Anmerkungen) | Anmerkungen |
| Jahr | Titel                        | DE | AT | CH | UK | US | Anmerkungen |
| ---- | ---------------------------- | --- | --- | --- | --- | --- | --- |
| 1986 | Look What the Cat Dragged In | — | — | — | UK— SilberUK | US3 ×3Dreifachplatin · (101 Wo.)US                                                                                                | Erstveröffentlichung: 2. August 1986 2005 als Rock Breakout Years: 1987 und 2006 in einer Remastered 20th Anniversary Edition mit drei Bonustracks wiederveröffentlicht |
| 1988 | Open Up and Say … Ahh!       | — | — | CH30 (1 Wo.)CH | UK18 Gold · (21 Wo.)UK | US2 ×5Fünffachplatin · (70 Wo.)US                                                                                                 | 2006 in einer Remastered 20th Anniversary Edition mit einem Bonustrack und einem Interview wiederveröffentlicht                                                         |
| 1990 | Flesh & Blood                | DE31 (14 Wo.)DE | AT17 (12 Wo.)AT | CH11 (13 Wo.)CH | UK3 Gold · (11 Wo.)UK | US2 ×3Dreifachplatin · (63 Wo.)US                                                                                                 | Erstveröffentlichung: 3. Mai 1988 2006 in einer Remastered 20th Anniversary Edition mit zwei Bonustracks wiederveröffentlicht                                           |
| 1993 | Native Tongue                | DE60 (9 Wo.)DE | AT39 (1 Wo.)AT | CH24 (5 Wo.)CH | UK20 (3 Wo.)UK | US16 Gold · (13 Wo.)US | |
| 2000 | Crack a Smile... And More    | — | — | — | — | US131 (1 Wo.)US | |
| 2002 | Hollyweird                   | — | — | — | — | US103 (1 Wo.)US | |
| 2007 | Poison’d!                    | — | — | — | — | US32 (4 Wo.)US | Erstveröffentlichung: 8. Juni 2007 Coveralbum, 8 neue Lieder und 5 bereits erschienene                                                                                  |

### Livealben
| Jahr | Titel               | Höchstplatzierung, Gesamtwochen, AuszeichnungChartplatzierungen (Jahr, Titel, Platzierungen, Wochen, Auszeichnungen, Anmerkungen) | Höchstplatzierung, Gesamtwochen, AuszeichnungChartplatzierungen (Jahr, Titel, Platzierungen, Wochen, Auszeichnungen, Anmerkungen) | Höchstplatzierung, Gesamtwochen, AuszeichnungChartplatzierungen (Jahr, Titel, Platzierungen, Wochen, Auszeichnungen, Anmerkungen) | Höchstplatzierung, Gesamtwochen, AuszeichnungChartplatzierungen (Jahr, Titel, Platzierungen, Wochen, Auszeichnungen, Anmerkungen) | Höchstplatzierung, Gesamtwochen, AuszeichnungChartplatzierungen (Jahr, Titel, Platzierungen, Wochen, Auszeichnungen, Anmerkungen) | Anmerkungen                                                                                   |
| Jahr | Titel               | DE | AT | CH | UK | US | Anmerkungen                                                                                   |
| ---- | ------------------- | --- | --- | --- | --- | --- | --------------------------------------------------------------------------------------------- |
| 1991 | Swallow This Live   | — | — | — | UK52 (2 Wo.)UK | US51 Gold · (13 Wo.)US | Erstveröffentlichung: 12. November 1991 16 Livesongs und 4 neue Lieder                        |
| 2000 | Power to the People | — | — | — | — | US166 (1 Wo.)US | 5 neue Lieder und 12 Livesongs, in einigen Fällen auch als sechstes Studioalbum klassifiziert |

Weitere Livealben
- 2006: Seven Days Live (London Appolo 1993)
- 2008: Live Raw and Uncut
- 2021: Behind the Grind (Donington 1990, bislang nur als Download erhältlich)

### Kompilationen
| Jahr | Titel                                | Höchstplatzierung, Gesamtwochen, AuszeichnungChartplatzierungen (Jahr, Titel, Platzierungen, Wochen, Auszeichnungen, Anmerkungen) | Höchstplatzierung, Gesamtwochen, AuszeichnungChartplatzierungen (Jahr, Titel, Platzierungen, Wochen, Auszeichnungen, Anmerkungen) | Höchstplatzierung, Gesamtwochen, AuszeichnungChartplatzierungen (Jahr, Titel, Platzierungen, Wochen, Auszeichnungen, Anmerkungen) | Höchstplatzierung, Gesamtwochen, AuszeichnungChartplatzierungen (Jahr, Titel, Platzierungen, Wochen, Auszeichnungen, Anmerkungen) | Höchstplatzierung, Gesamtwochen, AuszeichnungChartplatzierungen (Jahr, Titel, Platzierungen, Wochen, Auszeichnungen, Anmerkungen) | Anmerkungen                                                     |
| Jahr | Titel                                | DE | AT | CH | UK | US | Anmerkungen                                                     |
| ---- | ------------------------------------ | --- | --- | --- | --- | --- | --------------------------------------------------------------- |
| 2003 | Best of Ballads & Blues              | — | — | — | — | US141 (1 Wo.)US |                                                                 |
| 2006 | The Best of Poison: 20 Years of Rock | — | — | — | — | US17 Gold · (29 Wo.)US |                                                                 |
| 2010 | Poison – 10 Great Songs              | — | — | — | — | US145 (1 Wo.)US | 2014 als Poison: The Millennium Collection wiederveröffentlicht |

Weitere Kompilationen
- 1996: Poison’s Greatest Hits: 1986–1996 (UK: Silber, US: ×2Doppelplatin )
- 2001: Poison – Rock Champions
- 2010: Poison – Box Set (Collector’s Edition)
- 2011: Nothin' But a Good Time: The Poison Collection
- 2011: Double Dose: Ultimate Hits
- 2013: Poison: Icon
- 2014: Poison: Gold

### Singles
| Jahr | Titel Album                                      | Höchstplatzierung, Gesamtwochen, AuszeichnungChartplatzierungen (Jahr, Titel, Album, Platzierungen, Wochen, Auszeichnungen, Anmerkungen) | Höchstplatzierung, Gesamtwochen, AuszeichnungChartplatzierungen (Jahr, Titel, Album, Platzierungen, Wochen, Auszeichnungen, Anmerkungen) | Höchstplatzierung, Gesamtwochen, AuszeichnungChartplatzierungen (Jahr, Titel, Album, Platzierungen, Wochen, Auszeichnungen, Anmerkungen) | Höchstplatzierung, Gesamtwochen, AuszeichnungChartplatzierungen (Jahr, Titel, Album, Platzierungen, Wochen, Auszeichnungen, Anmerkungen) | Anmerkungen                                                               |
| Jahr | Titel Album                                      | DE | CH | UK | US | Anmerkungen                                                               |
| ---- | ------------------------------------------------ | --- | --- | --- | --- | ------------------------------------------------------------------------- |
| 1987 | Talk Dirty to Me Look What the Cat Dragged In    | — | — | UK67 (3 Wo.)UK | US9 (16 Wo.)US | Erstveröffentlichung: 16. August 1987                                     |
| 1987 | Cry Tough Look What the Cat Dragged In           | — | — | UK97 (1 Wo.)UK | — |                                                                           |
| 1987 | I Want Action Look What the Cat Dragged In       | — | — | — | US50 (10 Wo.)US |                                                                           |
| 1987 | I Won’t Forget You Look What the Cat Dragged In  | — | — | — | US13 (21 Wo.)US |                                                                           |
| 1988 | Nothin’ but a Good Time Open Up and Say … Ahh!   | — | — | UK35 (6 Wo.)UK | US6 (19 Wo.)US | Erstveröffentlichung: Wiederveröffentlichung in UK 1989 (Platz 48)        |
| 1988 | Fallen Angel Open Up and Say … Ahh!              | — | — | UK59 (2 Wo.)UK | US12 (16 Wo.)US | Erstveröffentlichung: 4. September 1988                                   |
| 1988 | Every Rose Has Its Thorn Open Up and Say … Ahh!  | DE38 (12 Wo.)DE | CH12 (19 Wo.)CH | UK13 Silber · (9 Wo.)UK | US1 Gold · (21 Wo.)US | Erstveröffentlichung: 12. Oktober 1988 in Europa erst 1989 veröffentlicht |
| 1989 | Your Mama Don’t Dance Open Up and Say … Ahh!     | — | — | UK13 (7 Wo.)UK | US10 (14 Wo.)US | Erstveröffentlichung: 1. Februar 1989 Cover von Loggins and Messina       |
| 1990 | Unskinny Bop Flesh & Blood                       | — | — | UK15 (7 Wo.)UK | US3 Gold · (19 Wo.)US | Erstveröffentlichung: Juni 1990                                           |
| 1990 | Something to Believe In Flesh & Blood            | — | — | UK35 (6 Wo.)UK | US4 Gold · (21 Wo.)US | Erstveröffentlichung: 4. September 1990                                   |
| 1991 | Ride the Wind Flesh & Blood                      | — | — | — | US38 (12 Wo.)US |                                                                           |
| 1991 | Life Goes On Flesh & Blood                       | — | — | — | US35 (13 Wo.)US |                                                                           |
| 1991 | So Tell Me Why? Swallow This Live                | — | — | UK25 (2 Wo.)UK | — |                                                                           |
| 1993 | Stand Native Tongue                              | — | CH39 (2 Wo.)CH | UK25 (3 Wo.)UK | US50 (10 Wo.)US | Erstveröffentlichung: 19. Januar 1993                                     |
| 1993 | Until You Suffer Some (Fire & Ice) Native Tongue | — | — | UK32 (3 Wo.)UK | — |                                                                           |

Weitere Singles
- 1987: Rock and Roll All Nite (Cover von Kiss)
- 1991: (Flesh & Blood) Sacrifice
- 1994: Body Talk
- 1994: The Scream (Promo-Single)
- 2000: Be the One / Shut Up, Make Love
- 2000: Power to the People
- 2000: The Last Song
- 2001: Rockstar (Promo-Single)
- 2002: Squeeze Box (Cover von The Who)
- 2003: Shooting Star
- 2006: We’re an American Band (Cover von Grand Funk Railroad)
- 2007: What I Like About You (Cover von The Romantics)
- 2007: SexyBack (Cover von Justin Timberlake)

### Videoalben
| Jahr | Titel                    | Höchstplatzierung, Gesamtwochen, AuszeichnungChartsChartplatzierungen (Jahr, Titel, Platzierungen, Wochen, Auszeichnungen, Anmerkungen) | Anmerkungen |
| Jahr | Titel                    | US | Anmerkungen |
| ---- | ------------------------ | --- | --- |
| 1989 | Sight for Sore Ears      | US8 (11 Wo.)US | VHS; enthält alle Musikvideos zu den Alben Look What the Cat Dragged In und Open Up and Say … Ahh!; 2001 als Teil von Poison Greatest Video Hits wiederveröffentlicht |
| 1991 | Flesh, Blood & Videotape | US11 (8 Wo.)US | VHS; enthält alle Musikvideos zum Album Flesh & Blood und mehrere Interviews; 2001 als Teil von Poison Greatest Video Hits wiederveröffentlicht                       |
| 2001 | Greatest Video Hits      | US16 Gold · (7 Wo.)US | DVD; enthält alle Musikvideos der Band zu diesem Zeitpunkt |
| 2008 | Live, Raw & Uncut        | US7 (9 Wo.)US | DVD; Mitschnitt eines Konzerts im Verizon Wireless Amphitheatre in St. Louis, Missouri im Sommer 2007                                                                 |

Weitere Videoalben
- 1992: Swallow This Live: Flesh & Blood World Tour (VHS)
- 1993: Seven Days Live (VHS, seit 2006 auch als CD und DVD)
- 1999: VH1 Behind the Music: Poison (VHS, seit 2010 auch als DVD)
- 2003: Nothing but a Good Time! Unauthorized (DVD)
- 2005: Poison Video Hits (DVD)
- 2006: The Best of Poison: 20 Years of Rock (DVD)

### Tributealben
- 2000: Bret Michaels presents: A Salute to Poison: Show Me Your Hits

## Auszeichnungen für Musikverkäufe
| Goldene Schallplatte - Australien - 1990: für die Single Unskinny Bop - Neuseeland - 1990: für das Album Flesh & Blood - Kanada - 1990: für die Single Unskinny Bop - 1992: für das Videoalbum Sight for Sore Ears - 2006: für das Album Poison’s Greatest Hits: 1986–1996 Platin-Schallplatte - Australien - 1990: für das Album Flesh & Blood - Kanada - 1987: für das Album Look What the Cat Dragged In - 1993: für das Album Native Tongue | 2× Platin-Schallplatte - Neuseeland - 1989: für das Album Open Up and Say … Ahh! 3× Platin-Schallplatte - Australien - 1989: für das Album Open Up and Say … Ahh! 4× Platin-Schallplatte - Kanada - 1990: für das Album Open Up and Say … Ahh! - 1991: für das Album Flesh & Blood |

Anmerkung: Auszeichnungen in Ländern aus den Charttabellen bzw. Chartboxen sind in ebendiesen zu finden.
| Land/RegionAuszeichnungen für Musikverkäufe (Land/Region, Auszeichnungen, Verkäufe, Quellen) | Silber     | Gold       | Platin       | Verkäufe   | Quellen                   |
| -------------------------------------------------------------------------------------------- | ---------- | ---------- | ------------ | ---------- | ------------------------- |
| Australien (ARIA)                                                                            | —          | Gold1      | 4× Platin4   | 315.000    | aria.com.au               |
| Kanada (MC)                                                                                  | —          | 3× Gold3   | 10× Platin10 | 1.105.000  | musiccanada.com           |
| Neuseeland (RMNZ)                                                                            | —          | Gold1      | 2× Platin2   | 50.000     | aotearoamusiccharts.co.nz |
| Vereinigte Staaten (RIAA)                                                                    | —          | 7× Gold7   | 13× Platin13 | 16.550.000 | riaa.com                  |
| Vereinigtes Königreich (BPI)                                                                 | 3× Silber3 | 2× Gold2   | —            | 520.000    | bpi.co.uk                 |
| Insgesamt                                                                                    | 3× Silber3 | 14× Gold14 | 29× Platin29 |            |                           |

## Tourneen
| Jahr | Auftritte | Tournee                                       | Headliner                               | Begleitung                                                           | Bemerkung |
| ---- | --------- | --------------------------------------------- | --------------------------------------- | -------------------------------------------------------------------- | --- |
| 1986 | 11        | Look What the Cat Dragged In Tour             | Quiet Riot, Cheap Trick                 | Loudness                                                             | |
| 1987 | 67        | Look What the Cat Dragged In Tour             | Ratt                                    |                                                                      | Erste Auftritte in Übersee, London im Mai |
| 1988 | 61        | Open Up and Say Ahh! Tour                     | David Lee Roth                          | Lita Ford, Britny Fox                                                | Scyscraper-Tour, erste Headlinertournee ab September |
| 1989 | 47        | Open Up and Say Ahh! Tour                     |                                         | Tesla                                                                | Vereinigte Staaten, Kanada. Australien, Neuseeland. |
| 1990 | 45        | Flesh & Blood World Tour                      |                                         | Warrant, Don Dokken, Slaughter, Alice in Chains, BulletBoys, Trixter | Im August in Donington Park beim Monsters of Rock-Festival und ihr erster Auftritt in Deutschland in der Dortmunder Westfalenhalle. |
| 1991 | 24        | Flesh & Blood World Tour                      |                                         | Warrant, Don Dokken, Slaughter, Alice in Chains, BulletBoys, Trixter | Bei einer Show in Reno im Mai erschienen Led-Zeppelin-Gitarrist Jimmy Page und Whitesnake-Sänger David Coverdale auf der Bühne, um mit der Band eine Jam-Session abzuhalten. |
| 1993 | 24        | Native Tongue World Tour                      |                                         | Enuff Z’Nuff, Damn Yankees, Firehouse                                | |
| 1994 | 2         | Hollywood Rock Festival, Rio de Janeiro       | Hollywood Rock Festival, Rio de Janeiro | Hollywood Rock Festival, Rio de Janeiro                              | Hollywood Rock Festival, Rio de Janeiro |
| 1999 | 38        | Greatest Hits Reunion Tour                    |                                         | Ratt, Great White. L.A. Guns                                         | |
| 2000 | 96        | Power to the People Tour                      |                                         | Cinderella, Dokken, Slaughter                                        | |
| 2001 | 46        | Glam, Slam, Metal, Jam Tour                   |                                         | Quiet Riot, Warrant. Enuff Z’Nuff                                    | Bei einigen Konzerten traten darüber hinaus auch BulletBoys, Vince Neil und Great White auf. Eine Tour mit Styx und Survivor wurde begonnen, doch sie musste wegen einer Wirbelsäulenverletzung von Dall nach wenigen Konzerten abgesagt werden.                                                                                      |
| 2002 | 51        | Hollyweird World Tour                         |                                         | Cinderella, Winger .Faster Pussycat                                  | Im PNC Bank Arts Center in Holmdel, New Jersey unterstützten alle Mitglieder von Drowning Pool die Band bei der Darbietung des Kiss-Coversongs Rock ’N’ Roll All Night. |
| 2003 | 110       | Harder, Louder, Faster Tour                   |                                         | Skid Row, Vince Neil                                                 | Am 31. August 2003 geriet in Clarkston, Michigan einer der Lastwagen, der die Ausrüstung der Band transportierte in Brand. In ihm waren neben den Bühnenaufbauten auch das Soundsystem und einige Instrumente sowie diverse andere Utensilien verladen. Die Harder, Louder, Faster-Tour wurde mit vermindertem Equipment fortgeführt. |
| 2004 | 68        | Rock the Nation World Tour                    | Kiss                                    |                                                                      | Vereinigte Staaten. Ohne Kiss auch in Südamerika und Spanien |
| 2005 | 35        |                                               |                                         |                                                                      | Vereinigte Staaten, Südamerika |
| 2006 | 51        | 20 Years of Rock World Tour                   |                                         | Cinderella                                                           | Die Band spielt mit neuem Equipment. |
| 2007 | 60        | POISON'D Summer Tour                          |                                         | Vains of Jenna                                                       | Co-Headliner Ratt |
| 2008 | 56        | Live, Raw & Uncut Summer Tour                 |                                         | Sebastian Bach, Dokken                                               | |
| 2009 | 45        | 42-city Summer Tour                           | Def Leppard                             | Cheap Trick                                                          | |
| 2011 | 64        | Glam-A-Geddon 25/30/40 Tour                   | Mötley Crüe                             | New York Dolls                                                       | |
| 2012 | 44        | Rock of Ages Tour                             | Def Leppard                             | Lita Ford                                                            | |
| 2017 | 41        | 30th Anniversary North American Comeback Tour | Def Leppard                             | Tesla                                                                | |
| 2018 | 31        | Nothing But a Good Time Tour                  |                                         | Cheap Trick, Pop Evil                                                | |
| 2022 | 26        | The Stadium Tour                              | Mötley Crüe. Def Leppard                | Joan Jett                                                            | |